# Lucinia albomaculata
Lucinia albomaculata är en fjärilsart som beskrevs av Frederick H. Rindge 1955. Lucinia albomaculata ingår i släktet Lucinia och familjen praktfjärilar. Inga underarter finns listade i Catalogue of Life.